# Patinoire extérieure populaire de Pyongyang
 (novembre 2019).
La patinoire extérieure populaire de Pyongyang (coréen : 인민야외빙상장) est une patinoire construite en 2012, située à Pyongyang, en Corée du Nord.
Malgré son nom officiel, la patinoire est couverte. Elle est plus grande que la patinoire de Pyongyang (en) (coréen : 평양빙상관) créée en 1982 sur la rive de la rivière Pothong (en).